# Sonate K. 22
Pour les articles homonymes, voir K22.
Pour un article plus général, voir Essercizi per gravicembalo.
La sonate K. 22 (F.538/L.360) en ut mineur est une œuvre pour clavier du compositeur italien Domenico Scarlatti. C'est la vingt-deuxième sonate du seul recueil publié du vivant de l'auteur, les Essercizi per gravicembalo (1738), qui contient trente numéros.

## Présentation
La sonate K. 22 en ut mineur est notée Allegro. La présence de nombreux croisements rapides des mains suggère fortement un clavecin à deux claviers.

## Édition
L'œuvre est imprimée dans le recueil des Essercizi per gravicembalo publié sans doute à Londres en 1738.

## Interprètes
La sonate K. 22 est jouée au piano notamment par Maria Grinberg (années 1960), Sándor Falvai (1969, Hungaroton), Christian Zacharias (1994, EMI) et Carlo Grante (2010, Music & Arts, vol. 1) ; au clavecin elle est enregistrée par Scott Ross (1976, Still et 1985, Erato), Joseph Payne (1990, BIS), Laura Alvini (Nuova Era, 1990), Ottavio Dantone (2002, Stradivarius, vol. 8), Kenneth Weiss (2007, Satirino) et Hank Knox (2021, Leaf Music). 
L'accordéoniste Janne Rättyä l'interprète sur un disque Ondine (2014).

## Sources
: document utilisé comme source pour la rédaction de cet article.
- Ralph Kirkpatrick (trad. de l'anglais par Dennis Collins), Domenico Scarlatti, Paris, Lattès, coll. « Musique et Musiciens », 1982 (1re éd. 1953 (en)), 493 p. (OCLC 954954205, BNF 34689181).
- Alain de Chambure, « Domenico Scarlatti : Intégrale des sonates — Scott Ross », p. 172–175, Erato (2564-62092-2), 1985 (OCLC 891183737) .
- Guy Sacre, La musique pour piano : dictionnaire des compositeurs et des œuvres, vol. II (J-Z), Paris, Robert Laffont, coll. « Bouquins », 1998, 2424 p. (ISBN 978-2-221-08566-0).